# 伊東一刀齋
伊東一刀齋（日语：伊東 一刀斎（いとう いっとうさい），生卒年不詳），是日本戰國時代至江戶時代初期的劍客。本姓伊藤，故又稱伊藤一刀齋。江戶時代時盛極一時一刀流劍術的開山始祖、但他本人從未自稱過「一刀流」。一刀齋以外的實際名字為景久，另外也使用過前原彌五郎這個姓名。

## 經歷
一刀齋一生的經歷說法甚多、哪一個才是正確的目前已無法考證。關於生卒年、有一說是天文19年（1550年）出生、亦有永祿3年（1560年）出生寬永5年（1628年）去世之說、另外也有寬永9年（1632年）時以九十餘歲高齡去世的說法、另一種說法則是永祿3年（1560年）8月5日出生而於承應2年（1653年）6月20日逝世享年九十四歲。出生地一般咸認是在伊豆國伊東、因此以伊東為姓。但是、若根據「瓶割刀」一書的記載、一刀齋是伊豆大島的人士、十四歲時渡海游到三島、在三島神社和富田一放比試中獲勝、而從神社住持那獲贈了一把寶刀，他曾利用這把寶刀斬殺了七名盗賊，最後一名盗賊躲藏在大甕中被他連同大甕一斬為二。其他的傳說，包括出生於：西國、近江國堅田、加賀國金澤市、越前國敦賀市……等地。而其逝世之地的傳聞也很多，有說是丹波國丹波篠山市的、另外因為他是敦賀城主大谷吉繼的劍術老師、大谷於關原之戰戰死後、有傳說他隱居至下總國的小金原（現在松戸市小金付近）直至老死。

## 一刀齋的師承與劍術的極致
他向鐘捲自齋學習劍術、得到了「妙劍」、「絶妙劍」、「真劍」、「金翅鳥王劍」、「獨妙劍」等劍法的真傳。此外他又自己創新領會出絕招「拂捨刀」，其他招法則有「刃引」、「相小太刀」、「越身」等。根據《溝口派傳書．他流傳書》這個章節的記載，他在鶴岡八幡宮參拜時曾在無意識殺敵中另外又悟出了「夢想劍」。之後他遍歷諸國與各國有名劍士比試共計三十三回，沒有失敗的記錄。
現存據傳是真田幸村手抄本『源家訓閲集』所收錄的「夢想劍心法書」中記載著、文祿4年（1595年）7月有「外田一刀齋與其他二人」的署名。外田一刀齋也有可能是鐘捲自齋的別名、自齋本人也是個生平經歷無法詳細考究的人物。兩人的出生地與相關事蹟的傳說也因此可能部份是重疊的。另一方面、柳生氏的記錄『玉榮拾遺』中注記有：一刀齋的師傅是「山崎盛玄」。被稱為「名人越後」的富田重政（富田流）的兄弟「山崎左近將監景成」、是當時有名的劍士。這個山崎景成很可能即是「山崎盛玄」。

## 一刀流的流傳
晩年、一刀齋的弟子小野善鬼（名不詳。俗稱他姓小野）與御子神典膳在下總小金原比試、典膳因獲勝而獲得了一刀流的秘傳。典膳即之後的小野忠明（小野次郎右衛門）。小野忠明一刀流傳承予其子小野忠常，開始稱為「小野派一刀流」、和次子（亦有忠明之弟的說法）伊藤典膳忠也的「伊藤派一刀流」（或稱忠也派、伊東派）、從此之後經過多年的傳承分派漸多。

## 小説
- 峰隆一郎『日本剣鬼伝伊東一刀斎』祥伝社
- 仁田義男『剣聖伊藤一刀斎(5部作)』徳間書店
- 戸部新十郎『伊東一刀斎(上･中・下巻)』光文社
- 好村兼一『伊藤一刀斎(上・下巻)』廣済堂出版
- 小島英記『天下一の剣 』日本経済新聞出版社